# 경주시의 지질

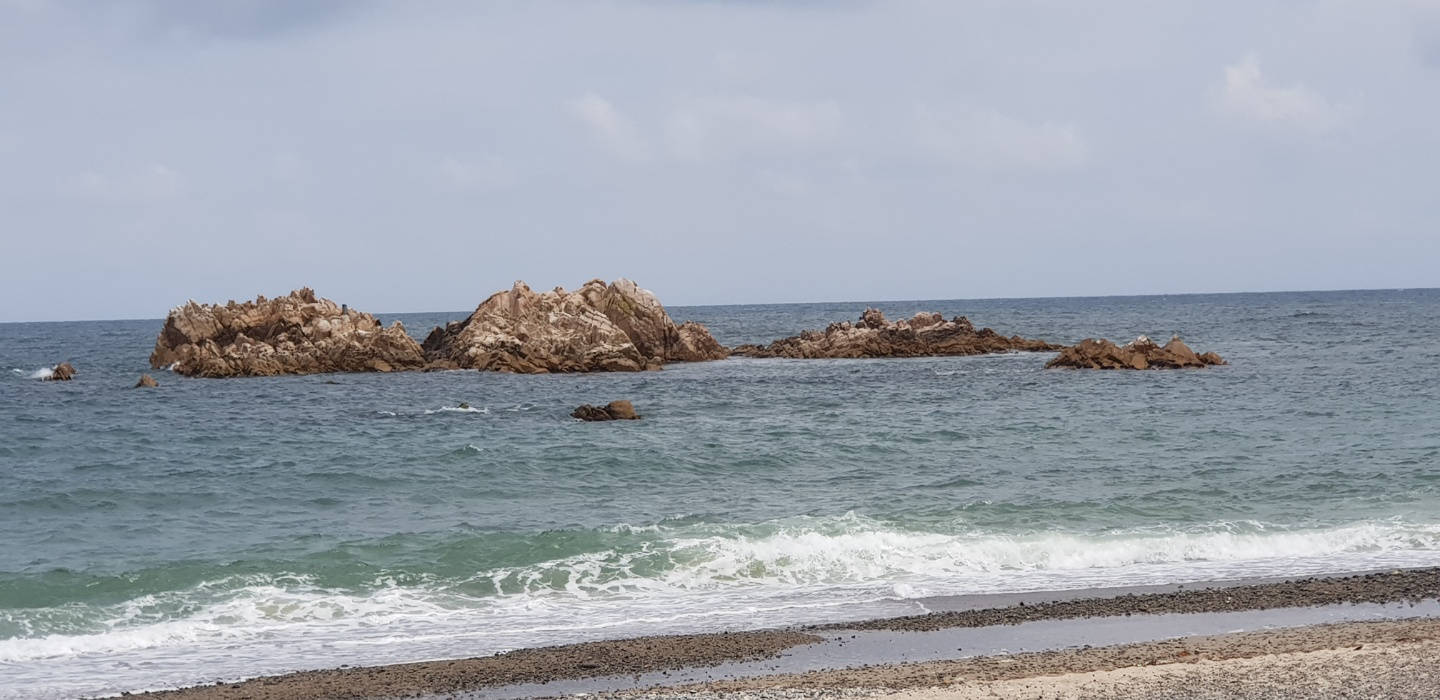
경주 문무대왕릉의 화강암 바위

본 문서에서는 대한민국 경상 분지 내 경주시의 지질과 경주시 내 경북동해안 국가지질공원의 지질유산인 경주 문무대왕릉, 경주 양남 주상절리군, 남산 화강암, 경주 골굴암 마애여래좌상 및 경주시를 지나는 양산 단층과 울산 단층, 연일구조선, 단층 분지인 와읍 분지 등 지질구조에 대해 설명한다.  

## 개요
경상북도 경주시는 경상 분지의 동부에 위치해 경주시의 지질은 대부분 중생대 백악기의 퇴적암·화산암 지층인 경상 누층군의 대구층, 건천리층, 주산안산암질암과 이를 관입한 불국사 화강암으로 구성되며, 경주시 북동부 천북면, 강동면 일부 지역은 포항 분지에 속해 연일층군의 천북 역암층과 연일 셰일층이 분포한다. 
경주시의 지질은 일제강점기 시기인 1920년대에 최초로 조사되었다. 조선총독부 식산국 산하 지질조사소 소속의 일본인 지질학자 다테이와 이와오(立岩巖)는 1922~1929년에 걸쳐 칠곡군, 대구광역시에서 경주시를 거쳐 포항시에 이르는 지역의 지질을 조사하고 연일, 구룡포, 조양 등 3개 도폭 및 왜관, 대구, 영천, 경주의 4개 도폭 등 1:5만 축척의 7개 도폭을 완성하였다.
경주시는 대규모 단층대인 양산 단층대와 울산 단층대가 교차하는 곳이다. 양산 단층과 모량 단층은 경주시를 북북동-남남서 방향으로 가로지르며, 연일구조선은 경상 분지와 포항 분지를 경계 짓는다. 경주시 내남면에서 발원한 형산강은 양산 단층의 단층곡(fault valley)을 따라 북쪽으로 10 km 정도 흐르다가 강동면에서 동쪽으로 방향을 전환해 포항시를 지나 동해로 흘러 들어간다. 양산 단층 자체는 지하 깊숙히 숨어 있으나 야외 지질조사를 통해 경주시 곳곳에서 양산 단층의 부수 단층이 발견되었다.
1:5만 지질도 상으로, 
- 기계 지질도폭(1975) 남동부 (안강읍 북부)[4]
- 포항 지질도폭(1968) 남서부 (강동면 북부)[5]
- 경주 지질도폭(1928) 중·동부 (서면, 건천읍 북부, 현곡면, 경주시내, 안강읍 중·남부)[6]
- 연일 지질도폭(1922) 서·남부 (강동면 남부, 천북면, 북군동, 신평동, 손곡동, 암곡동, 보문호, 문무대왕면 북부)[7]
- 모량 지질도폭(1971) 대부분 (건천읍 남부, 산내면, 내남면, 효현동, 서악동, 탑동, 경주 남산)[8]
- 감포 지질도폭(1922) 전역 (보문동 남부, 천군동, 동방동, 도지동, 평동, 하동, 진현동, 외동읍, 문무대왕면, 감포읍, 양남면)

에 해당한다. 
아래의 문단에서, 일본어와 기울인 글씨는 1920년대에 조선총독부 지질조사소에 의해 대구-경주 지역의 지질이 조사되었을 당시 명명된 지층의 일본식 명칭이다.

## 중생대백악기경상 누층군
일제강점기 타테이와 이와오가 지질 조사를 하던 시기 경상 누층군은 낙동통, 신라통, 불국사통으로 분류되었으나 이후 화산 쇄설물의 포함 정도를 근거로 하여 신동층군, 하양층군, 유천층군으로 재분류되었다. 이 과정에서 원래 낙동통에 속해있던 낙동층, 하산동층, 진주층이 신동층군으로 정해지고, 그 상부의 화산암류를 제외한 나머지 지층들은 하양층군으로 정해졌다.
경상 누층군 층서 (1929년과 1975년 이후)
| 대구-경주 지역 타테이와(1929) | 대구-경주 지역 타테이와(1929) | 대구-경주 지역 타테이와(1929) | 경상 분지 장기홍(1975) | 경상 분지 장기홍(1975) | 경상 분지 장기홍(1975) |
| ----------------------------- | ----------------------------- | ----------------------------- | ---------------------- | ---------------------- | ---------------------- |
| 경상계                        | 불국사통                      | 불국사 화강암                 | 관입암 복합체          | 불국사 관입암군        | 경상 누층군            |
| 경상계                        | 신라통                        | 주사산 빈암층                 | 화산암 복합체          | 유천층군               | 경상 누층군            |
| 경상계                        | 신라통                        | 건천리층                      | 진동층                 | 하양층군               | 경상 누층군            |
| 경상계                        | 신라통                        | 채약산 빈암층                 | 진동층                 | 하양층군               | 경상 누층군            |
| 경상계                        | 신라통                        | 대구층                        | 진동층                 | 하양층군               | 경상 누층군            |
| 경상계                        | 신라통                        | 학봉 빈암층                   | 함안층                 | 하양층군               | 경상 누층군            |
| 경상계                        | 신라통                        | 신라 역암층                   | 신라 역암층            | 하양층군               | 경상 누층군            |
| 경상계                        | 낙동통                        | 칠곡층                        | 칠곡층                 | 하양층군               | 경상 누층군            |
| 경상계                        | 낙동통                        | 진주층                        | 진주층                 | 신동층군               | 경상 누층군            |
| 경상계                        | 낙동통                        | 하산동층                      | 하산동층               | 신동층군               | 경상 누층군            |
| 경상계                        | 낙동통                        | 낙동층                        | 낙동층                 | 신동층군               | 경상 누층군            |

### 대구층
대구층(Daegu Formation, Taikyū Formation, 大邱層)은 대한민국 경상 분지 의성소분지에 분포하는 중생대 백악기의 퇴적암 지층이다. 대구층은 대구광역시를 중심으로 그 동부인 영천시, 경주시, 울산광역시 지역에 분포하는 중생대 백악기 경상 누층군 하양층군의 지층이다. 다테이와 이와오는 1929년 경주·영천 지질도폭에서 채약산 분암층을 기준으로 그 상·하위의 지층을 각각 건천리층과 대구층으로 구분하였다. 경주시 내에서는 안강읍과 현곡면의 대부분과 서면 도리 지역에 분포하며 영천시 지역으로 이어진다.
대구-영천 지질도폭(1928)에 의하면 주로 이암과 셰일로 구성되며 남동쪽으로 경사하고 알코스질사암이 협재된다. 암석의 색은 붉은색(reddish)을 띠며 곳에 따라 어두운(blackish) 색을 띤다. 두께는 2,000 m 정도이며 남동쪽으로 약간 기울어 있다. 기계 지질도폭(1975)에 의하면 유천층군 주산안산암질암에 부정합으로 덮여 있어 형성된 후 상당 기간 침식작용을 거쳤다가 주사산 화산활동과 불국사 관입활동을 받은 것으로 추정된다. 대구층은 암회색, 녹회색, 암흑색 및 자색의 셰일 및 사질 셰일, 회색의 세립사암과 이암 등으로 구성되며 화산 분출물은 협재되지 않는다.
모량 지질도폭(1971)에 의하면 경주시 내남면 노곡리, 봉계리, 월산리, 덕천리 등과 울주군 두동면 월평리, 봉계리 일대에 분포하며, 이들 지역은 내남면 월산리를 제외하고 대부분 양산 단층 동쪽에 위치한다. 이 지역에서 대구층은 자색과 (녹)회색의 셰일 및 사암이 교호하며 화성암이 관입한 곳에서 열변성을 받아 혼펠스화되어 있다. 주향과 경사는 곳에 따라 조금씩 차이가 있고 화성암의 관입에 의해 일부 교란 받고 있으나 일반적으로 양산 단층 동부에서는 주향이 북동 20~60°, 경사는 대략 북서 10~40°이며 서부에서는 주향이 북서 10~40°, 경사는 대략 남서 5~30°이다. 양산 단층 동부에서는 유문암질 석영안산암과 불국사 화강암(에 의해, 서부에서는 안산암 및 규장암 등에 의해 관입당했다.
한국지질자원연구원(2019)은 안강읍, 경주시(경주시 시가지 지역), 언양읍 지역의 양산 단층을 연구하면서 단층 주변의 기반암을 같이 조사하였다. 대구층에 해당하는 퇴적암은 괴상의 사암과 이암이 교호하며 사암의 색은 안강읍 지역에서 자색이 우세하고, 경주시 지역에서 암회색을 띤다. 퇴적암에서 분리한 쇄설성 저어콘들에 대한 SHRIMP 및 LA-MC-ICPMS U-Pb 연대측정 결과는 시생누대 후기에서 백악기 전기까지이며 이중 가장 젊은 연령은 ~92 Ma 및 ~104 Ma으로 이 지역의 대구층 퇴적암은 약 104 Ma 및 그 이후에 퇴적된 것으로 해석된다. 또한 경주시(시가지) 지역에서 41개, 안강읍 지역에서 37개의 퇴적암 노두를 발견해 기재하였다.
| 경주시내 지역                                                             | 경주시내 지역                                           | 경주시내 지역 | 안강읍 지역                                                               | 안강읍 지역                             | 안강읍 지역 |
| 좌표                                                                      | 위치                                                    | 경사 (°)      | 좌표                                                                      | 위치                                    | 경사 (°)    |
| ------------------------------------------------------------------------- | ------------------------------------------------------- | ------------- | ------------------------------------------------------------------------- | --------------------------------------- | ----------- |
| 북위 35° 45′ 30.9″ 동경 129° 13′ 53.8″ / 북위 35.758583° 동경 129.231611° | 경주시 내남면 노곡리 산 132-1 석수암골 산지             | 서남서 16     | 북위 35° 54′ 54.1″ 동경 129° 15′ 44.2″ / 북위 35.915028° 동경 129.262278° | 경주시 천북면 모아동산길 183            | 남 7        |
| 북위 35° 45′ 00.2″ 동경 129° 14′ 14.4″ / 북위 35.750056° 동경 129.237333° | 경주시 내남면 노곡리 1315-1 하천 하상                   | 북서 50       | 북위 35° 55′ 55.7″ 동경 129° 15′ 52.1″ / 북위 35.932139° 동경 129.264472° | 경주시 천북면 화산리 모단골 산지        | 남동 18     |
| 북위 35° 44′ 58.5″ 동경 129° 12′ 35.0″ / 북위 35.749583° 동경 129.209722° | 경주시 내남면 이조리 산 14 가무둘골                     | 남남서 20     | 북위 35° 58′ 04.5″ 동경 129° 16′ 09.6″ / 북위 35.967917° 동경 129.269333° | 경주시 강동면 오금리 범어골 산지        | 남동 10     |
| 북위 35° 44′ 07.3″ 동경 129° 13′ 24.0″ / 북위 35.735361° 동경 129.223333° | 경주시 내남면 노곡리 산 245 배나물골 산지               | 남 20         | 북위 35° 59′ 21.5″ 동경 129° 16′ 11.5″ / 북위 35.989306° 동경 129.269861° | 경주시 강동면 강동면 유금리 서측 산지   | 남 20       |
| 북위 35° 46′ 10.4″ 동경 129° 12′ 53.9″ / 북위 35.769556° 동경 129.214972° | 경주시 내남면 용장리 산 130 천우사 남측 산지            | 북서 22       | 북위 35° 54′ 13.9″ 동경 129° 15′ 59.9″ / 북위 35.903861° 동경 129.266639° | 경주시 천북면 동산리 산 41 산지         | 서남서 8    |
| 북위 35° 46′ 09.4″ 동경 129° 13′ 10.6″ / 북위 35.769278° 동경 129.219611° | 경주시 내남면 용장리 산 130 관음사 남동측 산지          | 동 2          | 북위 35° 56′ 41.5″ 동경 129° 16′ 00.5″ / 북위 35.944861° 동경 129.266806° | 경주시 천북산업단지 성호금속 3공장      | 서남서 8    |
| 북위 35° 45′ 44.2″ 동경 129° 13′ 04.9″ / 북위 35.762278° 동경 129.218028° | 경주시 내남면 용장리 와룡사 동측 산지                   | 서 8          | 북위 35° 57′ 11.1″ 동경 129° 16′ 38.9″ / 북위 35.953083° 동경 129.277472° | 경주시 강동면 왕신리 큰재곤골 산지      | 북서 10     |
| 북위 35° 45′ 37.5″ 동경 129° 12′ 32.6″ / 북위 35.760417° 동경 129.209056° | 경주시 내남면 용장리 틈수골길 30-3 남쪽 하상            | 남남서 3      | 북위 35° 53′ 23.8″ 동경 129° 11′ 12.6″ / 북위 35.889944° 동경 129.186833° | 경주시 현곡면 소현리 퇴박골못 서측 산지 | 남서 30     |
| 북위 35° 53′ 17.8″ 동경 129° 14′ 37.4″ / 북위 35.888278° 동경 129.243722° | 경주시 천북면 신당리 산 91-2 경주직업전문학교 남측 산지 | 남남서 25     | 북위 35° 54′ 41.0″ 동경 129° 12′ 00.2″ / 북위 35.911389° 동경 129.200056° | 경주시 현곡면 라원리 산 120 산지        | 남남서 28   |
| 북위 35° 52′ 51.5″ 동경 129° 13′ 59.4″ / 북위 35.880972° 동경 129.233167° | 경주시 용강동 495-8/승삼신리길 50-10                    | 남동 5        | 북위 35° 55′ 07.5″ 동경 129° 11′ 48.0″ / 북위 35.918750° 동경 129.196667° | 경주시 안강읍 검단산업단지 남측         | 서남서 30   |
| 북위 35° 52′ 30.3″ 동경 129° 13′ 56.9″ / 북위 35.875083° 동경 129.232472° | 경주시 용강동 산 100-2 산지                             | 남서 38       | 북위 35° 52′ 02.8″ 동경 129° 11′ 58.6″ / 북위 35.867444° 동경 129.199611° | 경주시 현곡면 금장리 구 서경주역 남서측 | 북북서 10   |
| 북위 35° 52′ 44.5″ 동경 129° 14′ 31.8″ / 북위 35.879028° 동경 129.242167° | 경주시 천북면 신당리 산 105 섯갓산                      | 남서 15       | 북위 35° 58′ 47.1″ 동경 129° 13′ 24.4″ / 북위 35.979750° 동경 129.223444° | 경주시 안강읍 근계리 164-2 산지         | 북북동 34   |
| 북위 35° 52′ 10.4″ 동경 129° 14′ 52.2″ / 북위 35.869556° 동경 129.247833° | 경주시 북군동 산 60 산지                                | 남 22         | 북위 35° 54′ 14.4″ 동경 129° 12′ 58.2″ / 북위 35.904000° 동경 129.216167° | 경주시 현곡면 라원리 산 78 산지         | 남남서 39   |
| 북위 35° 51′ 05.5″ 동경 129° 14′ 36.7″ / 북위 35.851528° 동경 129.243528° | 경주시 동천동 산 35 산지                                | 서 28         | 북위 35° 56′ 52.9″ 동경 129° 12′ 30.9″ / 북위 35.948028° 동경 129.208583° | 경주시 안강읍 검단리 선리치골프클럽     | 서북서 35   |
| 북위 35° 45′ 47.8″ 동경 129° 11′ 10.7″ / 북위 35.763278° 동경 129.186306° | 경주시 내남면 덕천리 산 8 산지                          | 남 50         | 북위 35° 53′ 52.3″ 동경 129° 12′ 49.1″ / 북위 35.897861° 동경 129.213639° | 경주시 현곡면 라원리 1608-1             | 남서 42     |
| 북위 35° 45′ 33.0″ 동경 129° 11′ 17.1″ / 북위 35.759167° 동경 129.188083° | 경주시 내남면 덕천리 산 4-1 산지                        | 남서 39       | 북위 35° 53′ 09.9″ 동경 129° 12′ 41.6″ / 북위 35.886083° 동경 129.211556° | 경주시 현곡면 라원리 산 196             | 남남서 30   |
| 북위 35° 45′ 43.2″ 동경 129° 10′ 36.2″ / 북위 35.762000° 동경 129.176722° | 경주시 내남면 덕천리 산 37 산지                         | 서남서 35     | 북위 35° 54′ 03.6″ 동경 129° 13′ 29.6″ / 북위 35.901000° 동경 129.224889° | 경주시 현곡면 라원리 안현로 483-49      | 북북동 45   |
| 북위 35° 46′ 00.3″ 동경 129° 10′ 22.1″ / 북위 35.766750° 동경 129.172806° | 경주시 덕천리 산 32 성부산 남측                         | 서 24         | 북위 35° 54′ 47.3″ 동경 129° 11′ 29.7″ / 북위 35.913139° 동경 129.191583° | 경주시 안강읍 검단리 말구불재           | 서남서 32   |
| 북위 35° 46′ 19.6″ 동경 129° 10′ 45.8″ / 북위 35.772111° 동경 129.179389° | 경주시 내남면 화곡리 화곡저수지 남측 도로변             | 서북서 38     | 북위 35° 53′ 35.4″ 동경 129° 13′ 25.8″ / 북위 35.893167° 동경 129.223833° | 경주시 현곡면 라원리 산 4-3             | 남남동 42   |
| 북위 35° 48′ 13.1″ 동경 129° 10′ 03.1″ / 북위 35.803639° 동경 129.167528° | 경주시 율동 산지                                        | 서남서 31     | 북위 35° 53′ 44.3″ 동경 129° 13′ 14.1″ / 북위 35.895639° 동경 129.220583° | 경주시 현곡면 라원리 산 11-2            | 동북동 35   |
| 북위 35° 48′ 11.0″ 동경 129° 09′ 38.3″ / 북위 35.803056° 동경 129.160639° | 경주시 율동 벽도산 남동측 산지                          | 남서 22       | 북위 35° 58′ 18.5″ 동경 129° 13′ 49.7″ / 북위 35.971806° 동경 129.230472° | 경주시 안강읍 갑산리 711-5              | 북북동 42   |
| 북위 35° 47′ 44.5″ 동경 129° 11′ 42.9″ / 북위 35.795694° 동경 129.195250° | 경주시 내남면 망성리 8-2                                | 서 10         | 북위 35° 57′ 50.5″ 동경 129° 12′ 42.5″ / 북위 35.964028° 동경 129.211806° | 경주시 안강읍 대동리 산 55-1            | 북북서 35   |
| 북위 35° 46′ 48.8″ 동경 129° 11′ 39.6″ / 북위 35.780222° 동경 129.194333° | 경주시 내남면 용장리 산 57-1                            | 남서 16       | 북위 35° 58′ 11.0″ 동경 129° 12′ 18.8″ / 북위 35.969722° 동경 129.205222° | 경주시 안강읍 근계리 비품골             | 북북동 46   |
| 북위 35° 49′ 48.5″ 동경 129° 11′ 14.9″ / 북위 35.830139° 동경 129.187472° | 경주시 서악동 서악1길 55                                | 남 40         | 북위 35° 58′ 25.1″ 동경 129° 13′ 17.4″ / 북위 35.973639° 동경 129.221500° | 경주시 안강읍 갑산리 마미산 북동측      | 북 36       |
| 북위 35° 49′ 31.6″ 동경 129° 10′ 59.7″ / 북위 35.825444° 동경 129.183250° | 경주시 서악동 고분군 서측                               | 서 20         | 북위 35° 57′ 50.9″ 동경 129° 13′ 40.6″ / 북위 35.964139° 동경 129.227944° | 경주시 안강읍 대동리 산 16              | 남 30       |
| 북위 35° 49′ 54.5″ 동경 129° 10′ 40.9″ / 북위 35.831806° 동경 129.178028° | 경주시 서악동 선도산 남동측                             | 북서 10       | 북위 35° 54′ 21.2″ 동경 129° 10′ 58.6″ / 북위 35.905889° 동경 129.182944° | 경주시 현곡면 소현리 442-4              | 남남서 30   |
| 북위 35° 50′ 27.5″ 동경 129° 10′ 55.1″ / 북위 35.840972° 동경 129.181972° | 경주시 충효동 연합학생생활관 남측                       | 서 28         | 북위 35° 54′ 01.8″ 동경 129° 10′ 38.7″ / 북위 35.900500° 동경 129.177417° | 경주시 현곡면 소현리 504-4              | 남서 30     |
| 북위 35° 48′ 53.6″ 동경 129° 11′ 24.0″ / 북위 35.814889° 동경 129.190000° | 경주시 효현동 산 135                                    | 서북서 34     | 북위 35° 52′ 59.0″ 동경 129° 12′ 16.0″ / 북위 35.883056° 동경 129.204444° | 경주시 현곡면 오류리 산 39-4            | 남서 35     |
| 북위 35° 50′ 38.2″ 동경 129° 11′ 45.9″ / 북위 35.843944° 동경 129.196083° | 경주시 충효동 흥무공원 남측                             | 남남동 12     | 북위 35° 50′ 05.0″ 동경 129° 11′ 22.5″ / 북위 35.834722° 동경 129.189583° | 경주시 서악동 산 15                     | 남남서 14   |
| 북위 35° 50′ 45.6″ 동경 129° 11′ 27.4″ / 북위 35.846000° 동경 129.190944° | 경주시 충효동 김유신장군묘 북측                         | 북서 18       | 북위 35° 50′ 17.0″ 동경 129° 11′ 22.7″ / 북위 35.838056° 동경 129.189639° | 경주시 충효동 산 210-1                  | 남서 25     |
| 북위 35° 50′ 55.0″ 동경 129° 11′ 27.7″ / 북위 35.848611° 동경 129.191028° | 경주시 충효동 금산재 북서측 산지                        | 북서 30       |                                                                           |                                         |             |
| 북위 35° 51′ 06.0″ 동경 129° 11′ 19.1″ / 북위 35.851667° 동경 129.188639° | 경주시 석장동 송화산 북동측 산지                        | 서 38         |                                                                           |                                         |             |
| 북위 35° 45′ 15.5″ 동경 129° 10′ 24.6″ / 북위 35.754306° 동경 129.173500° | 경주시 내남면 덕천리 독소골                             | 남남서 5      |                                                                           |                                         |             |
| 북위 35° 46′ 03.0″ 동경 129° 11′ 36.5″ / 북위 35.767500° 동경 129.193472° | 경주시 내남면 부지리 산 18 영사정 동측 산지             | 남남서 42     |                                                                           |                                         |             |
| 북위 35° 46′ 31.5″ 동경 129° 11′ 00.4″ / 북위 35.775417° 동경 129.183444° | 경주시 내남면 화곡리 화곡저수지 북동측 산지             | 동 24         |                                                                           |                                         |             |
| 북위 35° 47′ 31.9″ 동경 129° 10′ 56.5″ / 북위 35.792194° 동경 129.182361° | 경주시 율동 내남로 526 남측                             | 남서 36       |                                                                           |                                         |             |
| 북위 35° 47′ 33.0″ 동경 129° 11′ 35.3″ / 북위 35.792500° 동경 129.193139° | 경주시 내남면 망성리 산 12-3 경부고속도로 새말교 북서측 | 남서 31       |                                                                           |                                         |             |
| 북위 35° 47′ 34.2″ 동경 129° 09′ 54.9″ / 북위 35.792833° 동경 129.165250° | 경주시 내남면 망성리 산 70 산지                         | 남서 26       |                                                                           |                                         |             |
| 북위 35° 47′ 50.1″ 동경 129° 10′ 07.4″ / 북위 35.797250° 동경 129.168722° | 경주시 내남면 망성리 산 55-1/56 산지                    | 동북동 34     |                                                                           |                                         |             |
| 북위 35° 48′ 34.9″ 동경 129° 09′ 56.1″ / 북위 35.809694° 동경 129.165583° | 경주시 율동 산 99-5 산지                                | 서북서 22     |                                                                           |                                         |             |
| 북위 35° 48′ 07.2″ 동경 129° 09′ 20.1″ / 북위 35.802000° 동경 129.155583° | 경주시 건천읍 화천리 벽도산 남서측 신전2길 도로변       | 남서 15       |                                                                           |                                         |             |

### 건천리층
건천리층(Geoncheonri Formation, Kansenri formation, 乾川里層)은 중생대 백악기 경상 누층군 하양층군의 퇴적암 지층이다. 건천리층은 채약산 분암층 상위의 지층으로, 대개 흑색과 암회색의 셰일 및 실트스톤으로 구성된다. 경주시 건천읍을 표식지로 하여 대구광역시, 경산시, 영천시 남부, 경주시 지역에 분포하며 두께는 대구-경산 지역에서 약 800 m이다. 건천리층의 고지자기를 측정한 결과 정자극기의 방향으로 자화되어 있으며, 건천리층은 백악기 말 상파뉴절(Campanian; 70.6–83.5 Ma) 중기-말기에 약 400만년간 퇴적된 지층일 것으로 추정된다. 탄소동위원소 분석 결과 건천리층이 퇴적될 당시 경상 분지는 반건조-아습윤 (강수량 400~700 mm)의 기후를 나타내며 건천리층의 δ13CTPM 값은 타 지역의 전호(forearc) 지역보다 높은데 이는 그 당시 경상 분지의 기후가 전호 지역보다 더 건조했고 이러한 건조 기후는 이자나기판의 섭입으로 화산 활동이 활발해져 대륙과 전호 사이에 일종의 방어막(barrier; uplift of the accretionary complex)이 형성되어 경상 분지가 바람그늘(rain-shadow) 사면에 들어간 것에 기인한 것으로 보인다.

### 주산안산암질암
주산안산암질암(Jusan andesite rock, 主山安山巖質巖) 또는 주사산안산암질암(Jusasan andesite rock, 硃砂山安山巖質巖)은 경상 분지 내 청도군, 경주시 산내면, 밀양시, 부산광역시, 김해시, 창원시 일대에 광범위하게 분포하는 안산암질 화산암류이다. 명칭은 1927년 경주 지질도폭을 작성한 타테이와 이와오가 경주시 건천읍 소재 주사산(565.8 m)을 표식지로 하여 주사산 분암층이라 명명하였다가 1963년 마산 지질도폭 조사 당시 이에 대비되는 화산암을 마산도폭 지역에 소재한 주산(主山)을 표식지로 하여 주산안산암질암이라 명명한 데서 유래한다. 
모량 지질도폭(1971)에 의하면 경주시 산내면의 대부분 지역과 건천읍 송선리, 내남면 비지리, 박달리, 상신리, 울산광역시 울주군 두서면 내와리, 복안리 일대에 분포하며 대구층과 건천리층을 관입하였고 불국사 화강암류에 의해 관입당했다. 암상은 비현정질의 안산암, 반상 조직을 갖는 안산암, 각력질 안산암 등으로 구분할 수 있다.

## 중생대백악기화강암

### 불국사 화강암
불국사 화강암(佛國寺 花崗巖, Bulguksa Granite)은 불국사 조산운동 때 관입하여 생성된 한국의 화강암을 지칭하며 경주시 토함산에서 처음 발견되었다. 백악기 불국사 화강암류의 분출 및 관입이 백악기 초(120 Ma)에 시작되어 제3기 초까지 단속적으로 진행되었고 이때 한반도와 일본 열도는 인접해 있었으며 마그마의 형성 심도는 180~260 km, 침강하는 해양 지각의 경사는 30°정도이다.
경주시에 분포하는 불국사 화강암은 경상 누층군 대구층을 암주 형태로 관입한 각섬석 흑운모 화강섬록암, 흑운모 화강암, 알칼리(장석)화강암 3종류로 구분된다. 경주 남산 지역에 분포하는 알칼리(장석)화강암 또는 A-형 화강암은 플루오린 함량이 높아 알칼리(장석)화강암/A-형 화강암은 흑운모 화강암의 부분 용융과, 태평양판의 섭입대에서 유래한 플루오린이 풍부한 유체가 합쳐저 형성된 것으로 추정된다.
불국사 화강암은 불국사, 석굴암 등의 석조 조형물의 재료로 사용되었다. 대자율(magnetic susceptibility) 측정 결과 불국사와 석굴암 석물은 토함산 및 남산의 화강암에서 채취된 것으로 추정된다. 석굴암을 이루는 암석은 중립 내지 조립질의 괴상 화강섬록암으로 담회색 내지 우백색을 띠고 풍화면은 갈색을 띤다. 주요 구성 광물은 석영과 사장석이며 약간의 흑운모가 있다.
경주 남산 일대에는 경주 남산 미륵곡 마애여래좌상,  불국사 화강암에 새긴 마애불이 많이 있다.
경주시의 화강암
- 불국사
- 경주 불국사 다보탑
- 경주 불국사 삼층석탑
- 석굴암
- 토함산
- 경주 남산
- 경주 남산 미륵곡 마애여래좌상
- 경주 남산 미륵곡 석조여래좌상
- 경주 남산 불곡 마애여래좌상
- 경주 남산 삼릉계 마애석가여래좌상
- 경주 남산 삼릉계 선각육존불
- 경주 남산 삼릉계 마애관음보살입상
- 경주 남산 신선암 마애보살반가상
- 경주 남산 칠불암 마애불상군
- 경주 남산 탑곡 마애불상군
- 경주 남산 용장사지 마애여래좌상

### 언양 화강암
언양 화강암은 울산광역시 울주군 언양읍을 표식지로 하여 밀양시와 경주시 남부에 분포한다.

## 신생대화성암

### 경북동해안 국가지질공원경주 문무대왕릉
경주 문무대왕릉(慶州 文武大王陵)은 경주시 문무대왕면 봉길리 앞바다에 있는 신라 문무왕의 해중왕릉(海中王陵)이며 경북동해안 국가지질공원의 지질유산이다. 1967년 7월 24일 대한민국의 사적 제158호로 지정되었다. 삼국통일을 이룬 문무왕이 자신이 용이 되어 침입해 들어오는 왜구를 막겠다며, 자신의 시신을 불교식으로 화장하여 유골을 동해에 묻어 달라한 유언을 따라서 장사한 것이다.[1] 이 바위를 대왕암(大王岩) 또는 대왕바위라 하며, 해중왕릉은 세계적으로 유례가 없다.
문무대왕릉은 경북동해안 국가지질공원의 지질유산이다. 문무대왕릉을 구성하는 화강암은 약 5천만년 전에 형성되었으며 암석의 표면에는 약 3천만년 전에 대규모 지진으로 생긴 북동-남서 방향의 절리가 관찰된다. 
경주 문무대왕릉
- 파일:문무대왕릉의 아침.jpg
- 파일:운해속의 문무대왕릉.jpg
- 파일:Tomb of King Munmu(문무대왕릉).jpg

### 경북동해안 국가지질공원경주 양남 주상절리군
경주 양남 주상절리군은 경주시 양남면 하서리~읍천리 해안에 있는 주상절리 지형이며 경북동해안 국가지질공원의 지질유산이다. 2012년 9월 25일 천연기념물 제536호로 지정되었다.[1] 월성원자력발전소의 도움으로 현재 그 앞에 전망대와 포토존 등 시설이 나 있다.
경주 양남 주상절리군
- 해안단구 자갈 퇴적층
- 주상절리조망타워 건물 밑에 있는 경북동해안 국가지질공원의 인증 표석
- 주상절리조망타워

## 신생대와읍 분지
와읍 분지(臥邑 盆地, Waup Basin)는 대한민국 경상북도 경주시 문무대왕면 일대에 발달하는 신생대 제3기 마이오세의 퇴적 분지이자 지구대이다. 손문 외(2000)에 의해 최초로 확인된 이 분지는 북동 방향으로 길쭉한 형태를 가지며 그 길이는 약 12 km, 최대 폭은 약 3.5 km이다.
와읍 분지의 지질은 신생대 마이오세의 퇴적암으로 구성된다. 손문 외(2000)은 와읍 분지의 퇴적암을 밑에서부터 범곡리층군의 와읍리 응회암, 안동리층, 용동리 응회암, 범곡리 화산암류, 장기층군 어일층, 연일층군 송전층으로 구분하였다. 그러나 장태우 외(2007)는 기존 층서와 달리 와읍 분지의 범곡리층군을 와읍리 응회암, 안동리 역암, 용동리 응회암, 호암리 화산각력암으로 재분류하였다.

### 와읍리 응회암
타테이와 이와오(立岩巖, 1922)는 현재의 경주시 문무대왕면 와읍리 곡저 지역에 북북동-남남서 방향으로 분포하는 지층을 최초로 와읍리 안산암질 응회암(臥邑理 安山巖質 凝灰巖, Waeupri Andesitic Tuff)으로 명명하였다. 이 지층은 회백색 내지 회갈색의 사장석 내지 흑운모 결정, 그밖의 암석의 파편을 포함한 응회암으로 분류되었다.
손문 외(2000)에 의하면 데사이트질 용결응회암과 암편질 응회암으로 구성된다. 주요 구성광물은 사장석과 흑운모이며 소량의 각섬석과 휘석을 포함한다. 이 응회암의 방사성 동위원소 절대연령은 21~22 Ma이며 피션트랙(Fission track) 연령은 저어콘과 인회석에서 각각 18.52 및 22.07 Ma로 보고되었다.
장태우 외(2007)에 의하면 문무대왕면 와읍리를 중심으로 남-북 방향으로 길쭉하게 분포하며 백색 내지 담회색을 띠는 세립의 산성 응회암이지만 가끔 암회색의 안산암질 암편과 흑운모 결정편을 포함한다. 어일 분지 장기층군의 연당 현무암과는 단층으로 접한다.

### 안동리 역암
타테이와 이와오(1922)는 현재의 경주시 문무대왕면 용동리 남동부에 분포하는 역암을 안동리 역암(安洞里 礫巖, Andongri Conglomerate)으로 명명하였다. 이 지층은 역암, 사암, 셰일로 구성되며 역(礫)은 대부분 경상 누층군의 것이다. 손문 외(2000)에 의하면 하부의 역암대와 상부의 사암대로 구분된다. 역의 성분은 분지의 기반암인 화강암과 경상 누층군 그리고 와읍리 응회암이다. 장태우 외(2007)에 의하면 남-북 방향으로 길쭉하게 분포하고 와읍리 응회암을 덮는다. 이 지층은 대부분 역암으로 구성되며 상부에는 사암과 이암이 교호하고 암상과 두께가 측방으로 변한다. 역의 성분은 주로 암회색의 석영안산암질응회암이며 화강암, 안산암, 셰일 등을 소량 포함한다.

### 용동리 응회암
타테이와 이와오(1922)는 현재의 경주시 문무대왕면 용동리 일대에 분포하는 응회암을 용동리 응회암(龍洞里 凝灰巖, Yongdongri Tuff)으로 명명하였다. 용동리 응회암은 응회암, 사암, 셰일 그리고 갈탄층으로 구성되며 식물화석을 포함한다. 손문 외(2000)에 의하면 용동리 응회암은 최하부 두께 10 m의 데사이트질 화산집괴암(集塊巖)과 그 상부의 응회질사암으로 구성된다. 장태우 외(2007)에 의하면 용동리 응회암은 와읍 분지에서 마이오세 암석 중 가장 넓게 분포하고 주로 산성의 응회암 및 라필리응회암과 쇄설성 퇴적암으로 구성된다. 와읍 분지 서남단에서 이 응회암은 국지적으로 청회색을 띠며 역암 및 사암과 교호한다. 퇴적암은 주로 역암과 사암이 교호하지만 역암이 우세하고 이암이 협재된다. 역의 종류는 혼펠스, 규장암, 사암, 석영안산암, 화강암 등이다. 이 지층에는 양질의 벤토나이트와 제올라이트 광산이 있다.

## 양산 단층
양산 단층
경주시 지역에서는 형산강이 양산 단층의 단층곡을 따라 북쪽으로 10 km 정도 흐른다. 경주시부터 양산시까지 이어지는 단층곡을 따라 경부고속도로와 국도 제35호선이 지나간다. 모량 지질도폭(1971)에서는 단층의 동쪽이 하강하고 서쪽이 북쪽 방향으로 상승한 것으로 추정하였다. 그리고 양산 단층 바로 옆에 경주시 서악동과 울주군 두서면 복안리를 잇는 단층도 확인되었다.
일제강점기 일본인 지질학자 타테이와 이와오(立岩巖, Tateiwa Iwao)는 1924-1928년 왜관에서 경주에 이르는 지역의 지질을 조사하고 왜관, 대구, 영천, 경주 4개 지역의 지질도폭을 제작했다. 이중 단층 문단에서 오늘날 양산 단층에 해당하는 것으로 보이는 설명이 있다.
(甲)北北東乃至北東走向ノ斷層
慶州區域ニ於ケルコノ方向ノ斷層ハ特ニ其ノ東部兄山江沿岸ヨリ西方凡ソ五粁ノ地帶ニ多ク其ノ內西方ノモノハ西側落チ叉東方ノモノハ東側落チナルヲ普通トスル傾向アリ尙慶州ノ南西約四粁ナル西岳理附近

毛良理圖幅ノ觀察ニ基ケハ本域內ニ於ケル兄山江沿岸ノ沖積平野中ニモ同方向ノ斷層線狀在ヤルカ如ク推察セラルコノ斷層地帶ハ本域外ニモ遠ク延長シ北ハ迎日郡ヲ越エ盈德郡ノ東端地方ヲ斜斷シテ日本海ニ沒シ叉南ハ蔚山及梁山兩郡ヲ經テ洛東江口附近ヲ通過スルモノノ如ク其ノ大體ノ走向ハ前記慶尙層群ト基盤トノ境界ヲナスモノト同シク北約二十度東ナリ大體ニ於テコレト並走スル迎日郡以南ニ於ケル日本海海岸線竝對馬ハコル走向ノ斷層ト成因上ノ親綠アルヘシ

(형산강 연안 충적평야 중 같은 방향의 단층선상이 존재, 단층지대가 본역 외로 멀리 연장됨 : 북으로는 영일군을 넘어 영덕군 동단지역을 비스듬히 자르고 일본해(동해)에서 물속으로 들어감, 남쪽으로는 울산 그리고 양산 양군(兩郡)을 지나며 낙동강 하구 부근을 통과)— 朝鮮地質圖. 第10輯 : 慶州, 永川, 大邱 及 倭館圖幅 (昭和四年) - 地質構造要略 중 斷層 문단

박충선과 이광률(2018)은 2016년 경주 지진이 발생한 경주 지역의 단층 지형을 분석하였다. 경주시를 관통하는 형산강은 양산 단층곡을 따라 북북동 방향으로 흐르며, 하계망 분석 결과 단층 활동이 하천 형성 이전부터 있었거나 하천의 하각(下刻) 능력을 초과하는 정도로 단층 활동이 매우 활발했을 가능성이 높은 것으로 판단되었다. 경주시 지역에서는 단층곡을 따라 다수의 변위 하도, 삼각말단면, 선상지 등이 발달한다. 단층 지형 및 항공사진, 수치표고모델(DEM) 등을 이용해 추정 단층선 지도를 작성한 결과 2016년 경주 지진이 발생한 내남면 일대의 양산 단층곡의 서쪽 산지에서는 주 단층선과 평행한 북북동-남남서 주향의 단층선이 3~4개 발달해 있으며, 이들 단층선들을 서로 연결하는 동북동-서남서 주향의 단층선도 다수 존재하는 것으로 확인되었다.

### 단구리 지점 (벽계 단층)
경주시 강동면 단구리 사면(북위 36° 03′ 34.7″ 동경 129° 15′ 14.0″ / 북위 36.059639°  동경 129.253889° )에서 발견된 벽계 단층은 양산 단층 주 단층대와 거의 평행한 방향으로 나타나는 선상구조(lineament) 상의 사면에서 발견되었다. 단층의 동측에는 백악기 안산암이, 서측에는 제4기 퇴적층이 분포하며 이 단층에서 역이동성 운동 이후 주향이동성 운동이 발생한 것으로 해석되었다. 단층면의 주향은 북동 11°이며 경사는 남동 80° 내지는 수직을 이룬다. ESR 연대측정법을 이용한 기반암 내의 단층 각력암에서 측정된 ESR 연대가 1,890±320 ka이므로, 기반암 내의 단층은 약 190만 년 전에 재활동한 것으로 판단되며, 단층비지의 ESR 연령은 42만 년 전부터 87만 년 전까지의 범위에 해당하는 420±20 ka, 400±20 ka, 870±70 ka로 보고되었다. 제4기 퇴적층 하부의 모래층에 대하여 측정된 OSL 연령은 >88±5 ka 및 75±3 ka으로 측정되었다. 따라서 벽계 단층의 최후 단층운동 시기는 OSL 연대가 지시하는 7만 5천년 이후일 것으로 판단된다.
이진현 외(2015)는 벽계지점의 북쪽 약 50 m 지점에서 굴착조사를 실시하였다. 트렌치 단면에 노출된 단층은 기존의 벽계 단층에 인접해 있고 동일 연장을 보여 동일한 단층으로 해석되며 이 연구에서는 '단구 단층'으로 명명하였다. 이 단층은 북동 10~20의 주향과 남동 75~79°의 경사를 보이는 주향 이동 단층으로 제4기 퇴적층을 절단하고 있으며 서로 다른 특성을 보이는 세 조의 단층점토는 퇴적층 퇴적 이후 최소 세 번의 단층 운동이 있었음을 지시하는 것으로 해석된다. 단층에 의해 절단된 제4기 지층의 OSL 연대는 7.5±0.3 ka로 측정되었다. 또한 단층에 의해 절단된 지층 중에 특이하게도 도자기의 파편이 발견되어, 고고학적 검증을 실시한 결과 도자기의 파편은 조선시대 후기로 추정되었다. 연대 측정 자료들을 종합해 보면 단구 단층의 마지막 운동시기는 최대 7.5±0.3 ka이며, 도자기 파편을 통한 연대 추정을 신뢰한다면 조선시대 중기에 최후기 단층 활동을 했을 가능성도 있다.
경주시 강동면 단구리 일원의 굴착조사를 통해 제4기 단층이 발견되었다. 굴착 지점은 기존에 제4기 단층운동이 보고된 벽계 단층지점의 1 km 북쪽에 위치하며 굴착 단면에서 관찰되는 동쪽으로 경사진 7매의 단층면들은 우수향 역이동성 감각이 우세하며, 제4기 퇴적층과 단층들의 관계는 제4기 동안 최소 3회 이상의 시기가 다른 단층 운동이 발생하였음을 지시한다. 최후기 단층 운동에 의한 변위량은 0.64~1.81 m로 산정되었으며, 이를 최대변위-모멘트 지진규모의 경험식에 대입하여 얻어진 모멘트 지진규모는 6.7~7.0이다. OSL 연대측정 결과 최후기 단층운동은 3.2±0.2 ka 이후에 발생한 것으로 판단된다.
경주시 강동면 단구리에서 포항시 신광면 우각리에 이르는 단층 구간에서 기존에 보고된 벽계지점에서 1 km 북쪽으로 떨어진 지점에서 트렌치 조사를 실시한 결과 퇴적층을 절단하는 총 7매의 단층이 관찰되었으며, 단층으로 절단된 최상부 퇴적층에서 가장 젊은 석영 OSL 연대측정 결과를 바탕으로 3.2±0.2 ka 이후로 최후기 단층 운동 시기를 제한할 수 있다.
하상민 외(2022)는 양산 단층 중부 지역인 경주시 강동면 단구리~벽계 지점 일대에서 LiDAR 기술을 이용해 양산 단층 주변의 지형을 분석했다. LiDAR 이미지와 수치표고모델(Digital Elevation Models, DEMs)을 이용해 높이 2~4 m의 단층절벽과 우수향 주향이동에 의한 50~150 m의 변위 하도가 식별되었다. 전기 비저항 탐사 결과 저비저항대가 발견되었고 이는 추정된 단층 절벽과 일치한다. LiDAR 이미지 분석에 근거해 트렌치 조사를 실시하였고 미고결 퇴적층에 대한 OSL 연대는 마지막 지진이 3200±200년 전에 발생했음을 지시한다.

### 월산리 지점
신정환 외(2003)는 내남면 월산리에서 북동 12°방향으로 달리는 선형구조에 직각으로 교차하는 능선과 계곡 중 4개 계곡에서 변위 하도를 발견하였다. 4개 계곡은 동측이 서측에 대해 각각 63 m, 56 m, 82 m, 63 m 남쪽으로 오프셋(Offset)된 양상을 보인다. 수계가 선형구조를 따라 서북서-동남동 방향에서 남쪽이나 북쪽으로 꺾인 후 다시 서북서-동남동 방향으로 나타난다. 서하리 일대에서는 과거에 물이 흘렀던 풍극(Wind Gap) 지형이 6개 발달하고 있다.
경주시 내남면 월산리에서 제4기 단층 노두가 발견되었다. 굴착지점은 경부고속도로 동쪽의 구릉지 북쪽 사면에 노출된 안산암과 화강암의 단층경계 노두로부터 약 100 m 북쪽에 위치하며 월산리 지점의 굴착 단면에 드러난 단층은 동편의 안산암과 서편의 화강암 및 이를 부정합적으로 피복하는 제4기 퇴적층의 경계로 단층의 주향과 경사는 북동 20°와 남동 80°이다.
경주시 내남면 월산리-울주군 두서면 인보리의 4개 지점에서 고지진 굴착 조사와 연대 측정을 실시한 결과 월산 지점에서는 최소 2회의 고지진을 인지하였으며, 그 시기는 37–33 ka와 33 ka 이후이다. 미호 지점에서도 역시 2회의 고지진이 발생하였으며, 그 시기는 35 ka 이전과 35-30 ka 사이이다. 인보리에서는 2회의 고지진을 인지하였으며, 발생 시기는 각각 70-52 ka와 37-17 ka 사이로 제한된다.
김동은과 성영배(2021)는 경주시 내남면 월산리-울주군 두서면 활천리 간 지형 분석을 시행하였고 이를 바탕으로 현장조사를 실시하여 제4기 퇴적층의 연대 측정이 수행되었다. 지형 분석 결과 해당 지역은 양산 단층을 따라 우수향으로 굴절된 하천들과 절개된 능선이 인지되었으며 최대 약 500 m의 우수향 변위가 누적되었음을 알 수 있었다. 우수향 변위에 의해 일시적으로 형성된 퇴적층의 연대측정 결과는 약 8만 년전을 지시하였으며, 이 퇴적층이 나타나는 능선과 하천을 기준으로 8만년 동안 최대 130~160 m의 수평변위를 관찰할 수 있었다.

### 기타
경부고속도로 부산방향 경주휴게소에서 북쪽으로 약 500 m 지점에는 퇴적암과 안산암질 응회암을 절단하고 있는 동-서 방향의 고각 단층이 확인되는데 단층경면에는 우수향 주향이동 감각을 지시하는 단층조선이 인지된다.
경주시 지역에서는 양산 단층 동쪽 지괴의 사면을 따라 선상지가 탁월하게 나타난다. 선상지 지형의 연속적이고 대규모적 발달 특성은 새로운 사면의 발생 및 경사변화, 파쇄 물질의 공급 등이 용이해진 결과일 가능성이 높으며, 이는 구역 내 상대적으로 활발한 양산 단층 동쪽 지괴의 상대적 상승 운동을 지시하는 것으로 해석된다.

## 울산 단층
울산 단층(蔚山 斷層, Ulsan Fault)은 한반도 경상 분지 내 대한민국 경상북도 경주시에서 외동읍 모화리를 거쳐 울산광역시 울산만의 태화강 하구까지 이어지는 북북서-남남동 방향, 총 연장 40 km의 활성단층이다. 이 단층은 기존의 지질도폭에서 보고되지 않았지만 김서운(1973)에 의해 최초로 존재가 인지된 후 현재까지의 지질학적 연구들로 울산 단층 동측에 다수의 제4기 단층의 노두들이 보고되었다. 울산 단층은 역단층이 우세한 사교 이동 단층으로 알려져 있다. 경주시 괘릉리-말방리-개곡리 주변에는 신생대 제4기층을 절단하는 제4기 단층들이 다수 분포한다. 이들은 지역명을 따 괘릉 단층, 말방 단층, 사곡지 단층, 절골 단층, 개곡 단층 등으로 명명되어 있다. 오카다 외(1998)에 의해 말방리 지역에서 처음 보고된 이후 현재까지 울산 단층의 동편에서 아래와 같이 수많은 제4기 단층의 노두가 발견되었다.

### 연구
김서운(1973)은 울산만에서 울산광역시 북구 동천강 지역으로 이어지는 북북서-남남동 주향의 추정 단층을 인지하고 이를 울산 단층이라 명명하였다. 이 울산 단층은 울산광역시 농소동에서 주향이 북북동으로 변하면서 양남면 신대리로 이어지고 이후 화강암체에 의해 끊어진다. 이후 후 울산만-경주 간 단층을 울산 단층으로 정하고, 충적 지대를 통과하고 있어 노두는 확인되지 않았으나 양산 단층 이전에 형성되었으며 화강암 관입 이전에 생성된 것으로 보았다.
이기화와 엄창렬(1992)은 경주-울산 지역에서 전기 비저항 탐사법을 실시하여 울산 단층과 관련된 낮은 비저항대를 발견하고, 경주시 외동읍 모화리에서 단층 파쇄대가 미약하게 발달하고 있으나 그 남북으로 갈수록 규모가 점점 확대되는 것을 근거로 울산 단층을 모화리를 기준으로 북부와 남부 두 구역(segment)으로 나누었다. 박창업과 강대진(1994)는 항공자력 자료 해석으로 경주시 남부 자력단면도 모델 계산을 통해 북북서-남남동 방향의 선상구조를 인지하였다. 자력단면계의 모델계산으로 울산 단층 상부의 최대 깊이와 폭은 각각 1 km 와 3 km에 달하는 것으로 확인하였고 이 파쇄대에서는 광역적 응력에 의해 느리고 지속적인 변형이 일어나 충분한 변위를 발생시킬 수 있는 지진의 발생은 없을 것이라고 예상하였다. 일본의 오카다 외(1998)는 경주시 외동읍 말방리의 사곡저수지 북쪽에서 처음으로 단층의 노두를 보고하였고 울산 단층계를 전형적인 역단층 운동의 예시라고 설명하였다.
황상일(1998)은 경주시 하동과 마동 주변 선상지의 항공사진 판독과 야외답사를 통해 선상지 형성 과정과 울산 단층의 활동에 의한 지형면 변위를 조사하였다. 울산 단층은 단층면의 동쪽 지괴가 동해 쪽에서 오는 횡압력에 의해서 서쪽 지괴 위로 밀고 올라간 역단층이며, 신생대 제4기 역층을 변위시키고 있는 활성단층이다. 울산 단층은 불국사 산맥 서쪽 사면의 경사를 매우 급하게 하여 선상지 형성에 유리한 조건을 형성하였다. 하동 남쪽 선상지 고위면의 변위량은 10.5 m로 측정되었다.
손호웅 외(1999)는 경주시 남부 입실 지역에서 울산 단층의 지하 심부 지질구조 탐사를 위해 고주파수대역 자기지전류(High-frequency MT) 및 전기 비저항 탐사를 실시하였다. 고주파수 탐사결과 말방리 지역에서 낮은 전기 비저항을 보이며 서쪽으로 20°의 경사를 가진 2개의 저비저항대가 관찰되었다. 이 서경사의 저비저항대는 입실 단층과 관련한 단층활동과 연계되는 것으로 해석된다.
장태우(2001)는 울산 단층 동편의 왕산 단층, 마동 단층, 감산사 단층, 원원사 단층, 개곡 단층, 입실 단층을 분석하고 울산 단층 동측의 제4기 지구조 운동을 연구하였다. 지형상으로 울산 단층 동쪽 산지의 고도가 높고 토함산-방어진 간 능선이 직선적이며 울산 단층을 향한 산사면이 가파르며 제4기 단층 대부분이 남-북 주향에 동쪽으로 경사졌고 상반이 서측으로 상승한 역단층이라는 점을 들어, 동쪽 지괴가 크게 융기했으며 플라이스토세 후기에 동-서 방향의 압축응력 하에서 기존 단층들이 재활동한 것으로 보았다.
류충렬 외(2002)는 경주시 외동읍 개곡리 일대에 분포하는 5조의 단층(개곡 1~5단층)을 발견하고, 개곡리의 제4기 단층들이 기반암 내 단층을 따라서 발달하고 있어 기존의 단층이 재활한 것으로 보았으며 이들 제4기 단층들은 서로 사교하고 있어 울산 단층 동편의 제4기 단층이 단일면이 아니라 일정 간격을 두고 다수의 면으로 발달한다고 보았다.
김기영 외(2002)는 경주시 남부 울산 단층의 중부 지역에서 울산 단층을 가로질러 탄성파 굴절법조사를 실시하였다. 굴절파 주시 토모그래피(Refraction travel-time tomography) 조사 결과 기반암 내의 몇몇 수직단층과 기반암 상부층 내 역단층과 습곡이 확인되었으며 이로부터 기반암에 발달한 경사가 거의 수직인 주향 이동 단층이 신생대 제4기에 들어서 역단층 운동으로 재활성된 것으로 해석하였다.
장태우와 채연준(2004)은 개곡 1, 2단층, 신계 단층, 마동 단층, 진현 단층 5개 단층에 발달한 단층비지대의 단층 작용과 열수 활동에 대해 연구하였다. 단층비지대에서는 녹렴석, 방해석, 황동석 등이 열수광물로 산출되며 칼륨-아르곤 연대 측정에 의하면 열수활동을 수반한 단층 작용은 신생대 고제3기 에오세에서 올리고세(29.0~44.3 Ma)에 걸쳐 활발히 발생한 것으로 나타나 이들 제4기 단층의 단층비지대는 제4기에 단층이 재활되기 전 더 옛날에 있었던 단층 활동의 산물로 추정되었다.
황학수 외(2017)는 경주시 외동읍 구어리 일대에서 지표 지질조사와 지구물리탐사를 수행하고 이 지역에서 북동 14°주향의 동래 단층이 외동읍 입실리 입실교 부근에서 울산 단층과 교차하는 것으로 해석하였다.
이광률 외(2018)는 경주시에서 울산광역시까지 울산 단층 전 구간을 따라 단층 지형을 연구하였다. 지형적으로, 울산 단층의 북부 경주시 강동면에서는 선형성이 약하고 좁고 굽은 계곡을 이루지만 그 남쪽의 경주시 천북면에서는 폭이 2.5 km인 곡저(谷底) 분지 형상의 지형과 갈곡 단층이 보고된 선상지가 발달하며 벤치 지형이 나타나는 경주시 천군동과 하동 일대에서는 크게 2개의 줄기로 단층곡이 나뉘면서 폭이 매우 좁아진다. 울산 단층의 중부에서는 양산 단층과의 합류부인 경주시 황성동에서 외동읍 입실리로 이어지는 폭 1.5~2.0 km의 넓은 단층곡과, 경주시 진현동에서 외동읍 모화리로 이어지는 1.5~2.5 km 폭을 이룬 단층곡이 나란히 발달하며 이들 곡저부의 동측에는 선상지 및 벤치, 단층 와지, 변위 및 굴절하도와 같은 단층 지형이 연속적으로 발달한다. 울산 단층의 남부에서는 울산광역시 북구 중산동에서 울산만 옆의 염포동까지 폭 1.0~2.5 km의 선형곡이 나타나며 이곳에서도 선상지와 벤치, 변위 및 굴절하도와 같은 단층 지형이 발달한다.

### 갈곡 단층
갈곡 단층은 경주시 천북면 갈곡리 일원의 동측 산사면에 분포하는 단층으로, 오카다 외(1999, 2001)에 의해 최초로 보고되었다. 갈곡 단층이 발달하는 지형은 남-북 방향의 단층곡을 따라 제3기 이암이 분포하며 부정합으로 단구퇴적층이 형성되어 있다. 갈곡리 지역은 항공사진 판독에 의해 울산 단층의 북쪽 연장선으로서 활단층에 의한 지형 변위가 인지된 곳이다. 선상지성 하안단구의 서쪽 말단부에는 단층에 의하여 형성된 단층애가 발달하며, 이 단층애는 동쪽이 융기한 지형이다. 이 단층애는 동쪽 지괴가 융기하여 서쪽 지괴를 충상하고 있는 역단층 운동에 의하여 형성되었다. 갈곡 단층은 K1, K2, 치실지점으로 구분된다.
- 갈곡 K1 단층 또는 갈곡 2단층(N 35°53'26.7", E 129°17'19.5")은 천북면 갈곡리 선상지성 하안단구에 발달한 단층으로 이곳에는 기반암인 제3기 흑색 이암층과 이를 부정합으로 덮는 두께 4 m 이상의 제4기층을 절단하는 두 조의 단층이 발달하고 있다. 첫 번째 단층(F1)은 기반암과 제4기 퇴적층의 경계 단층으로 폭 3 m의 파쇄대가 발달하는 단층의 주향은 북동 50°, 경사는 남동 70°이다. 두 번째 단층(F2)은 퇴적층 내에 발달하며 역층과 토양층을 절단하는 저각의 역단층으로 단층의 주향은 북동 9°, 경사는 남동 38°이다. F2 단층이 주 단층이고 F1 단층이 부수 단층으로 해석되었다. 적색토를 기준으로 한 수직 변위량은 트렌치 북쪽 벽면에서 2.4 m, 남쪽 벽면에서 1.8 m이다. 탄소-14 연대는 23,210±460 및 21,440±43 yr BP[54]로 측정되었다.[52]
- 갈곡 K2 단층 또는 갈곡 1단층(N 35°53'36.5", E 129°17'25.8")에는 기반암 없이 제4기 퇴적층만 관찰되며 주향 북서 20°, 경사 북동 18~40°의 단층은 동쪽 지괴가 융기한 역단층으로 지표로 가면서 단층의 경사는 완만해진다. 제4기 지층을 이용해 확인된 단층의 누적된 수직 변위량은 최대 2.5 m이다. 탄소-14 연대는 1,560±60, 13,760±140, 14,010±240, 25,750±240 yr BP이다.[52][53]
- 치실 단층 또는 갈곡 3단층(N 35°53'13.42", E 129°17'15.05")은 K1 단층의 남측 연장부에 위치하며 동측의 실트스톤과 서측의 역암과의 경계부가 통과하는 지역이다. 이 지역의 단층은 제4기 하안단구 역층을 변위시키며 이노우에(2006)[55]는 단층의 주향과 경사가 북동 15°및 북서 45°인 것으로 보고하였으나 기원서 외(2009)[56]는 이 단층을 갈곡 3지점으로 기재하고 단층의 주향을 북서 20°, 경사를 북동 60°및 30°으로 보고하였다. 탄소-14 연대는 2,840±140, -740±30, 4,930±40, 1,440±40, 7,910±50, 10,580±50 yr BP 740±30 yr BP[22]

### 물천리 지점
경주시 천북면 물천리 산 19-6 지역의 절개사면에서 아래 사진과 같이 대규모 단층의 노두가 드러났다. 이 단층은 북북동 주향에 동쪽으로 경사하여 단층 동측의 지층이 기울어 있고 아래 사진과 같이 수많은 미세 단층들이 관찰된다. 
경주시 천북면 물천리 지역 연일층군 천북 역암층과 역단층의 노두
- 노두 전경. 단층이 선명하게 드러나 있다.
- 역암층과 단층
북위 35° 52′ 29.7″ 동경 129° 17′ 00.4″ / 북위 35.874917°  동경 129.283444°
- 사진 속 30 cm 자가 있는 곳이 단층이다.
북위 35° 52′ 29.6″ 동경 129° 17′ 00.7″ / 북위 35.874889°  동경 129.283528°
- 휘어 있는 지층
북위 35° 52′ 29.8″ 동경 129° 17′ 00.7″ / 북위 35.874944°  동경 129.283528°
- 고각으로 경사한 지층 내에 발달하는 소규모 단층들
북위 35° 52′ 30.0″ 동경 129° 17′ 00.3″ / 북위 35.875000°  동경 129.283417°
- 단층 (자의 길이는 30 cm)
북위 35° 52′ 30.0″ 동경 129° 17′ 00.3″ / 북위 35.875000°  동경 129.283417°
- 주 단층의 단층핵 부분
북위 35° 52′ 30.1″ 동경 129° 16′ 59.8″ / 북위 35.875028°  동경 129.283278°
- 서쪽으로 고각 경사한 층리
북위 35° 52′ 30.6″ 동경 129° 17′ 01.3″ / 북위 35.875167°  동경 129.283694°

### 마동 단층
마동 단층은 경주시 하동에서 마동까지 발달한 3조의 단층이다. 가장 북쪽의 노두는 최초 보고자인 류충렬에 의해 하동 단층 혹은 오곡지 단층으로 불렸으나 현재는 일반적으로 마동 1단층으로 부른다. 마동 1단층 남쪽에 위치한 2개의 단층 노두는 윤순옥과 황상일(1999)에 의해 처음으로 보고되었다. 윤순옥과 황상일은 '불국사 단층선'을 따라 제4기 지형면을 변위시킨 역단층을 확인하였고 상반인 토함산 쪽 지괴가 하반에 해당하는 남서쪽 위로 올라간 것으로 추정하였다. 이들 3개의 단층을 연장해 보면 한 조의 단층으로 모아져 활성단층지도 및 지진위험지도 보고서(2012, 이하 활성단층 보고서)에서는 이들 모두를 마동 단층으로 정하였다.
- 마동 1단층은 경주시 마동 경주민속공예점으로부터 남동쪽으로 약 500 m 떨어진 논 절개사면(N 35°48' 1.9" E 129°18' 56.8") 또는 902번 도로 불국사-보문단지 도로변 향토식당 사이길 논(N 35°47'51.01", E 129°19'05.00")에 위치한다. 이 단층은 단층 서측 하반의 제4기 미고결 퇴적층이 단층 동측 상반의 안산암류 및 퇴적암류를 충상하는 역단층으로 폭 10 m 이상의 단층파쇄대가 형성되어 있다. 단층의 주향은 남-북~북동 22°, 경사는 남동 25~69°이며 단층경면은 마동 1단층이 역단층임을 지시한다. 단층비지에 대한 ESR 연대측정값은 320±30 ka 및 820±90 ka으로 측정되었다.[26][22]
- 마동 2N단층은 마동 1단층의 노두로부터 남남동쪽으로 약 700 m 지점(N 35°47'39.60", E 129°19'3.13")에 위치하며 하안단구의 고위면을 변위시킨 단층으로 하안단구 종단면에서 계산된 단층의 변위량은 약 10.5 m이다. 이 단층은 상반의 불국사 화강암이 주로 역암으로 구성된 하반의 제4기 퇴적층을 밀고 올라간 역단층이다. 제4기 역암층은 10 m 이상의 두께를 보이며 단층과 접한 부분에서 예인습곡의 양상을 보인다. 단층의 주향은 북서 22 또는 35~40°이며 경사는 북동 64 또는 45°이다.[46] 윤순옥과 황상일(1999)은 하안단구 고위면을 25~30만년 전에 해당하는 초기 리스빙기(Riss빙기, Marine oxygen Isotope Stage 8)에 대비하였고 수직 변위량 10.5 m와 대비해 마동 2N단층의 변위율을 0.033~0.042mm/yr로 추정하였다.[58] 경재복과 이기화(2006)는 중위면인 하안단구의 형성 시기는 60~150 ka이므로 단층의 변위 속도는 0.13mm 이하인 것으로 추정했다.[59] 그러나 활성단층 보고서(2012)에서는 항공사진을 재검토하고 마동 2N단층이 185~130 ka에 형성된 하안단구의 고위면을 절단하고 있으며 마동 2N단층의 변위율을 0.05~0.08mm/yr로 계산하였다.[22]
- 마동 2S단층은 마동 2N단층의 노두로부터 방위각 163°방향으로 약 230 m 지점(N 35°47'32.53", E 129°19'5.85")에 위치하며 윤순옥과 황상일(1999)에 의해 최초로 마동 탑골 북쪽의 역단층 노두로 소개되었다. 역단층 파쇄대가 확인된 이 단층은 동-서 방향의 소하천에 의해 노출되어 있으며 이 단층이 자르고 있는 하안단구는 개석(開析)을 많이 받아 단층애를 확인할 수 없고 변위량도 측정할 수 없었다.[58] 단층의 주향은 북서 18, 19, 25, 50, 35°, 경사는 북동 68, 51, 56, 52, 45°으로 보고되어 있다. 두께 30 cm의 단층비지대로부터 측정한 ESR 연대는 640±180 ka이다.[26][22]

### 탑골 단층
탑골 단층은 경주시 마동 탑골 마을 동단 하상(N 35°47'34.41", E 129°19'28.56")의 단층으로 화강암과 제4기층에 4조의 단층이 하나의 단층대를 형성한다. 이중 하천의 남쪽 사면에서 관찰된 불국사 화강암과 제4기 사이의 단층의 주향은 북서 4°에 동쪽으로 42°경사하며 동측의 화강암이 서측의 제4기층을 올라타고 있다.

### 진현 단층
진현 단층은 불국사가 있는 경주시 진현동의 하안단구 산사면에 2조가 드러나 있으며 규모가 크고 윤순옥과 황상일(1999)에 의해 처음 그리고 먼저 발견된 단층을 진현 1단층, 규모가 작고 나중인 2008년 발견된 단층을 진현 2단층이라 한다.
- 진현 1단층은 불국사 남쪽(N 35°46'58.78", E 129°19'54.37")에 위치하며 중위면의 하안단구를 자르는 단층의 동측에는 화강암이, 서측에는 제4기 퇴적층이 접하고 있고 동측의 상반이 서측의 하반 위를 밀고 올라간 역단층이다.[58] 중위면의 하안단구는 경사가 급하나 단층애는 관찰되지 않았다. 단층의 주향과 경사는 대체로 남-북에 수직이나 단층면의 위치에 따라 주향과 경사가 다르다. 중위면 하안단구의 형성시기는 60~75 ka로 추정되고 단층 상반에서 부정합면까지의 높이로 진현 1단층의 수직변위를 최소 10 m 내외로 가정하면 이 단층의 수직변위율은 0.09~0.16mm/yr로 계산된다. 제4기 퇴적층의 OSL 연대는 55~60 ka이며 최상부 층준에 있는 유기물의 탄소-14 연대는 약 4.6 ka이다.[22]
- 진현 2단층은 진현 1단층에서 방위각 30°방향으로 북동쪽 약 38 m 지점(N 35°46'60.00", E 129°19'54.94")에 위치한다. 이곳에는 두 조의 기반암 단층이 관찰되는데 이중 하나는 제4기 퇴적층을 절단한다. 단층의 주향과 경사는 기반암에서 북서 30°및 북동 84°이며 퇴적층을 통과하면서 북서 26°및 북동 76°로 굴절된다. 부정합면을 기준으로 수직변위는 약 50~70 cm이며 단층 운동의 변위는 약 70 cm이다. 제4기 퇴적층의 OSL 연대측정값은 48±3 ka, 50±4 ka, 35±2 ka, 37±3 ka이다.[22]

### 진티 단층
진티 단층은 경주시 진현동 푸르뫼 마을(N 35°46'52.76", E 129°20'20.00")에 위치하며 윤순옥과 황상일(1999)에 의해 처음 보고되었다. 중위면 하안단구를 절단하는 단층 동측에는 하성 역층과 화강암 그리고 이를 관입하는 암맥이 있으며 서측에는 하성역층이 발달한다. 이 단층은 제4기 역층을 화강암과 제4기 퇴적층이 충상하는 충상단층이다. 화강섬록암과 암맥은 심하게 파쇄되어 있어 이미 제4기 단층운동 이전에 대규모 기반암 단층이 발달하였음을 지시하고 있다. 단층의 경사는 고각으로 발달하나 지표로 향하면서 경사각이 점점 완만해져 단층면은 위로 향해 볼록하다. 단층의 주향과 경사는 남-북/동 35°그리고 북서 5°/북동 32°이다. 제4기층에 대한 OSL 연대측정값은 20.9±0.9 ka, 23.6±0.9 ka, 22.6±1.0 ka, 56±2 ka, 6.8±1.5 ka, 6.6±0.6 ka, 9.7±2.7 ka이다.

### 신계 단층
신계 단층은 경주시 외동읍 신계리 웃마을의 동측 계곡/공증곡마을에서 동쪽으로 약 400 m 지점의 계곡 하상(N 35°46'39.2", E 129°20'22.2")에 드러나 있다. 신계 단층의 하반에는 제4기 하성역층이 있고 상반에는 심하게 풍화된 제3기 초의 조립화강암과 이를 관입한 폭 1 m의 염기성암맥 그리고 제4기 하성역층이 있으며 기반암인 화강암이 제4기 하성역층을 충상하고 있다. 단층의 주향는 북서 30°, 경사는 북동 35~20°이며 남쪽 계곡 사면의 단층 노두에서 소규모 분기 단층들이 발견된다. 신계 단층에서 관찰되는 단층들의 기하에 근거하여 이 단층은 상반 서향운동, 주향 이동성 운동 후 다시 상반 서향의 역단층 운동을 한 것으로 해석된다. 단층 하반 단층비지의 ESR 연대측정값은 1,600±230 ka 및 3,000 ka 이상이다.

### 괘릉(감산사) 단층
괘릉 단층 또는 감산사 단층은 경주시 외동읍 괘릉리의 감산사(외동읍 앞등길 117-20) 북동쪽 하상(N 35°46'01.7, E 129°20'16.2")에서 처음 발견되었으며 불국사 화강암이 제4기 지층을 충상하고 있다. 감산사 북쪽 노두에서는 3개 이상의 단층이 확인되는데, 장태우(2001)는 단층의 주향을 북동 60°인 것으로, 최원학(2003)과 기원서 외(2009)에서는 북동 30°로 기재하였다. 단층비지에 대한 ESR 연대측정 결과는 240±20 ka, 320±20 ka, 370±20 ka, 320±20 ka, 300±10 ka으로 20~40만년 전에 단층이 여러 번 활동하였음을 지시한다.

### 말방 단층
말방 단층은 경주시 외동읍 활성리와 말방리 말방저수지(사곡저수지), 개곡리 일대에 발달한 일련의 제4기 단층들로 오카다 외(1995)에 의해 최초로 보고되었으며 울산 단층과 평행하게 발달하는 제4기 역단층이다. 당시 울산 단층의 일부로 기재되었으나 각각의 노두는 '말방 단층'과 '개곡 4단층'(G-4, 또는 '개곡 3단층')으로 불려왔다.
- 말방 단층 M-1 및 M-2, M-7 지점(N 35°44'50.66, E 129°20'13.30", 사곡저수지 북측)에는 화강암을 기반으로 제4기 지층이 발달하며 야외 노두인 M-1 지점과 트렌치 조사로 확인된 M-2, M-7 지점의 노두를 바탕으로 구한 말방 단층의 주향은 북서 25°이다. 야외에서 직접 측정한 단층의 주향은 북서 30°, 경사는 북동 44°이다.[64] 2010년 말방 단층이 있는 사곡 저수지 북쪽에서 트렌치 조사를 실시하였으며 상위의 모래층에서 구한 OSL 연대는 53.1±4.9 및 58.7±4.4 ka이다. 단층비지에 대한 ESR 연대는 160±30 ka, 180±60 ka, 500±70 ka, 180±5 ka, 210±10 ka이다.[26] 저온층을 변형시킨 점을 고려할 때 최후기 단층운동은 23,000년 이후에 일어났을 것으로 추정된다.[22]
- 말방 단층 M-3 지점 또는 활성리 단층(N 35°45'17.91", E 129°20'12.97")은 말방 단층의 북쪽 연장으로 해석된다. 단층의 주향은 북동 22°, 경사는 남동 32°이며 역단층과 정단층 모두가 나타난다. 단층비지의 ESR 연대측정 결과 최후기의 단층운동은 30만년 전(>300 ka)이며 토탄층 시료의 탄소-14 연대측정값은 44.29±0.72 및 32.51±0.26 ka이다.[60][22]
- 말방 단층 M-5 지점(N 35°45'10.67", E 129°20'11.31")에서는 화강암이 제4기층을 충상한 2개의 역단층이 확인되며 단층비지의 발달이 현저하다.[22]
- 말방 단층 G-4 지점(N 35°44'30.7", E 129°20'31.8")은 개곡리 개곡저수지 북쪽 사면에 위치하며 화강암이 제4기 지층을 충상하고 있다. 단층의 주향은 북서 26°, 경사는 북동 40°이며 동쪽 지괴가 충상한 역단층이다. 퇴적층에 포함된 탄질물에 대한 탄소-14 연대측정값은 2,410±80 및 730±90 yr BP으로 2,500년 전보다 젊은 것으로 규명되었다.[22]
- 박기웅 외(2022)는 기존의 연구 결과를 바탕으로 말방 단층 일대의 지형을 분석하고 지표지질조사를 통해 단층에 의한 지형 기복이 관찰되는 지점에서 제4기 단층활동을 확인하였다. 이 지점에서의 단층들은 모두 상이한 특성을 보여 동일한 단층이기보다는 저각의 스러스트 단층들이 연속적으로 발달하는 인편상구조(imbrication)에 의해 발달한 별개의 가지 단층으로 해석하였다.[65]

### 사곡지 단층
사곡지 단층(S-1 및 S-2 : N 35°44'50.85", E 129°20'14.16", S-3 : N 35°44'48.53", E 129°20'16.33")은 경주시 외동읍 말방리 사곡저수지(말방저수지) 북쪽에 위치하며 말방 단층에서 분기된 단층으로 보인다. 사곡지 단층의 북쪽 연장은 확인되지 않았으나 말방 단층 연장선으로 합쳐질 것으로 보인다. 사곡지 일대의 시추결과 작성된 지질단면도를 해석한 결과 두 번의 단층작용이 있었을 것으로 추정되며 총 변위량은 5~7 m로 산정되었다.

### 절골 단층
절골 단층은 경주시 외동읍 말방리 사곡저수지(말방저수지) 북쪽 사면에 위치하며 기반암인 화강암과 제4기층으로 구성된다.
- 절골 1, 2지점(N 35°44'53.09", E 129°20'17.86") 단층의 주향은 북서 20°, 경사는 북동 43°이며 절골 단층의 총 변위는 4~5 m로 산정되었다.[64][22]
- 절골 3단층은 사곡저수지 남쪽 골짜기(N 35°44'42.58", E 129°20'21.17")에 위치하며 2조의 역단층은 각각 북동 14°, 남동 42°및 북서 8°, 북동 28°의 주향과 경사를 보인다.[22]
- 절골 4단층은 외동읍 개곡리 개곡저수지 북쪽(N 35°44'30.7", E 129°20'31.8")에 위치하며 고제3기 화강암과 제4기 퇴적층으로 구성된다. 개곡지 북쪽에서 3개의 단층 노두가 발견되었는데 남서에서 북동 방향으로 각각 말방 단층의 G4와 두 단층 사이에서 듀플렉스로 발달하는 G9 그리고 절골 단층의 J4 노두에 해당한다. 단층의 경사는 비교적 고각도이며 도랑 남쪽 노두에서는 제4기 역층을 화강암이 충상한 것으로 해석된다. 말방 단층과 절골 단층은 거의 이웃한 지점에서 노두가 확인된다.[22]

### 개곡 단층
개곡 단층은 울산 단층 중앙부 경주시 외동읍 개곡리에 분포하는 단층이다. 8곳의 지점에서 제4기 하성역층이 단층을 경계로 제4기 역층과 접하고 있어 남서쪽에서 북동쪽으로 가면서 개곡 1~8단층으로 구분된다. 이들은 수백 m 이내의 간격으로 반복되어 나타나는 단층의 군집체이며, 단일 단층이 아닌 다수의 단층들로 발달한다.
- 개곡 1단층은 개곡리의 마을 앞 주차장에서 동측으로 약 100 m 거리의 하천가(N 35°44'02.1", E 129°20'03.1")에 위치한다. 주향 북서 8°, 경사 남서 88°의 역단층을 경계로 동측에는 불국사 화강암이, 서측에는 제4기 퇴적층이 있으며 단층의 동측 지괴가 상승하여 있다. 간이 트렌치조사 결과 이 단층으로부터 동쪽으로 30 m 지점에서 제4기 퇴적층을 절단하는 단층노두가 발견되었다. 이 단층은 2003년 11월 전력연구원 주관 한일공동연구팀에 의해 실시된 조사에서 확인된 곳으로 동측의 화강암과 서측의 제4기층 사이에 역단층으로 발달한다. 이 제4기 퇴적층의 연대측정 결과로 이 단층은 3만년 이후 최소한 2~3회의 반복적인 단층 운동이 있었으며 재발주기는 평균 약 1만년으로 평가되었다.[22]
- 개곡 2단층은 개곡리의 마을 앞 주차장에서 북동쪽으로 약 600 m 지점의 하상과 도로변(N 35°44'16.34", E 129°20'14.03")에 발달한다. 제4기 역층을 끝까지 절단하는 단층의 주향은 북서 2°이며 경사는 서쪽으로 82°이다. 단층면을 따른 운동은 동측 지괴가 상승한 좌수향 주향이동을 보인다. 제4기 단층 노두 부근에 발달하는 거의 남-북 방향의 기반암 단층은 역단층 운동을 지시한다.[47][22]
- 개곡 3단층은 개곡리 북동단의 주차장에서 북동으로 약 850 m 지점의 댐 공사 현장(N 35°44'20.7", E 129°20'24.8")에 발달한다. 단층의 주향은 북동 30°, 경사는 남동 65°이며 단층의 상반인 화강암과 이를 부정합으로 덮는 역층이 서측의 화강암과 이를 덮는 역층을 외견상 2 m의 변위로 올라탄 역단층 관계를 보인다. 이 단층의 남쪽 약 50 m 지점에는 주향 북동 15°, 경사 남동 70°의 단층을 경계로 남서측의 화강암과 염기성 암맥이, 북동측의 역층과 접한다.[47][22]
- 개곡 4단층은 개곡리의 마을 앞 주차장에서 북동쪽으로 약 1.3 km 지점으로 성지못 서측 약 250 m 계곡의 하천변(N 35°44'32.40", E 129°20'36.19")에 발달한다. 단층에 의해 동측의 파쇄된 화강암이 서측의 제4기층 위에 놓여 있으며 단층의 주향은 북서 30~45°, 경사는 북동 38~48°이다. 이 단층은 단순히 제4기의 역단층으로 말방 단층의 남부 연장으로 해석된 바 있다.[39] 단층과 화강암 위를 부정합으로 덮는 퇴적층 내 탄질물의 탄소-14 연대는 2,410±80 및 730±90 yr BP로 측정되었다.[22]
- 개곡 5단층은 개곡리의 옥정암 동쪽 약 100 m 지점이자 개곡 2단층으로부터 남쪽으로 약 100 m 지점인 개곡리 댐공사장 진입로변(N 35°44'11.9", E 129°20'12.6")에 위치한다. 단층의 주향은 북동 25~40°, 경사는 남동 55~60°이며 단층을 따른 추정 변위는 최소 4 m이다.[47][22]
- 개곡 6단층은 개곡리 마을 앞 주차장에서 남남동쪽 약 1,500 m 지점(N 35°43'45.4", E 129°20'10.7")에 발달한 단층으로, 논 근처의 사면과 공장부지 조성으로 나타난 노두에 드러나 있다. 북쪽 단면에서는 4조의 역단층이 관찰되며 이중 2조는 하부에서 하나의 단층면으로 합쳐진다. 동쪽의 3조는 서측의 화강암이 동측 역층을 올라타고 있으나 서쪽의 단층은 제4기 역층이 화강암 위로 올라타고 있다. 동에서 서로 가면서 이들 단층의 주향은 북서 30°→북서 22°→북서 24°→북동 7°로 변하며 경사는 서쪽으로 기울어 있으나 80°→60°→55°→45°로 경사가 감소한다. 그리고 각 단층면은 대체로 상부로 가면서 저각으로 변한다. 중앙부 단면에서는 동쪽의 제4기 역층을 서쪽의 화강암과 암맥이 올라타고 있다. 남쪽 단면에서는 거의 수직에 가까운 단면을 보인다.
- 개곡 7단층은 개곡리 북동쪽에 건설된 댐의 진입도로 절개사면(N 35°44'14.70", E 129°20'15.52")에 발달하며 단층의 주향은 북동 22°고 동쪽으로 86°기울어 있다. 단층을 경계로 서측에는 화강암이 동측에는 제4기 퇴적층이 분포한다.
- 개곡 8단층은 개곡리 북동쪽에 건설된 댐의 일주도로 절개사면(N 35°44'24.0", E 129°20'29.9")에서 불국사 화강암과 제4기 선상지 퇴적층 사이에 발달하는 주향 이동 단층이다. 단층의 주향은 북서 18°, 경사는 북동 88°로 단층을 경계로 서측에 기반암인 화강암이, 동측에 제4기층이 분포한다.

### 외동 단층
외동 단층은 경주시 외동읍 입실리에서 양북면 범곡리 인근 지역까지 북동 10°의 주향과 서북서/동남동 75~80°의 경사를 보이며 10 km 이상 연장되며 3개의 분절을 보인다. 구체적으로는
- 외동 단층 분절단위 1 : 입실리에 동-서 방향으로 발달한 입실천 계곡 남쪽의 주택단지 절개사면 지점(N 35°43'13.65", E 129°20'35.45")
- 외동 단층 분절단위 2 : 우영산업 경주공장 부지 내 북쪽 절개사면(N 35°43'39.48", E 129°20'47.48", 외남로 1704-117) - 개곡리 마을 동쪽 공동묘지 사유지 고개(N35°44'3.22",  E129°21'1.56") - 개곡리 농업용 저수댐 동쪽 계곡 변곡점 인근 지점(N35°44'29.70", E 129°21'0.53") - 북북동 연장능선 인근 지점 2곳(N 35°44'56.01", E 129°21'10.51"- N 35°45'22.32", E 129°21'21.68")
- 외동 단층 분절단위 3 : 불국사-토함산 자연휴양림 넘어가는 능선상의 도로변 토함산목장 서쪽 지점(N 35°45'33.78",  E 129°21'22.03") - 구 해인사 남쪽 논 동쪽변 지점(N 35°45'53.81", E 129°21'25.99") - 인접 북쪽 계곡 농가 사면붕괴 지점(N 35°46'9.61", E 129°21'33.68") - 양북면 범곡리 계곡(N 35°46'30.78", E 129°21'40.94" - N 35°46'52.63", E 129°21'48.61") - 양북면 범곡리 서쪽 계곡 변곡점 인근지점(N 35°47'29.40", E 129°22'06.87")

### 탑번디기 단층
탑번디기 단층(Tap Terrace Fault)은 2009년 경주시 외동읍 개곡리의 택지개발로 드러난 절토사면과 양남터널 건설현장에서 발견된 제4기 단층이다. 말방리 주민들은 노두가 발견된 숭복사지 일대를 '탑번디기'라 부르며 '번디기'는 버덩(terrace)의 방언으로 영어로는 Pagoda Terrace에 해당된다. 활성단층 보고서(2012)에서는 주민들의 지형학적인 인식을 존중하여 이 단층을 탑번디기단층(Tap Terrace Fault)으로 명명하였다.
- 탑번디기 1단층은 말방리 남쪽의 주택개발지의 택지공사로 드러난 제4기층 절토사면(N 35°44'38.53", E 129°20'00.26")에 위치한다. 역단층으로 추정되는 단층의 주향은 북서 10°, 경사는 북동 30°이며 주 단층을 중심으로 3개의 단층이 분기되고 합쳐지는 양상을 보인다.[22]
- 탑번디기 2단층은 동해고속도로 양남터널 건설을 위해 개설된 제4기 절토사면(N 35°44'24.85", E 129°20'03.00")에서 관찰되었으며 현재는 시멘트로 덮여 있어 관찰이 불가하다.[22]

### 입실 단층
입실 단층은 경주시 외동읍 입실리 입실천 하상에 있는 단층이다. 이 단층은 류충렬 외(1996)에 의해 최초로 알려졌으며, 남-북 주향에 (북)동쪽으로 75°경사한다. 동쪽 지괴인 상반에는 제3기초의 안산암과 제4기 퇴적층이, 서쪽 지괴인 하반에는 화강암과 제4기층이 놓인다. 이 단층은 화강암과 안산암질암의 경계부에 있었던 기존의 주향 이동 단층이 제4기에 역단층으로 재활성된 특성을 보인다. 류충렬 외는 압쇄대 발달→주향 이동 운동→동측의 제4기 퇴적층이 5 m 상승한 역단층 운동→동측이 하강한 좌향이동 성분의 정단층운동이 있었던 것으로 해석하였다. 제4기층을 절단하지 못한 단층비지의 ESR 연대측정값은 2,737±877 ka, 1,953±107 ka, 1,375±126 ka이며, 단구퇴적층의 OSL 연대는 52~70 ka, 탄소-14 연대는 27,000 및 39,100±2,000 yr BP로 측정되었다. 이들을 종합하면 제4기 동안 6회 정도의 단층 운동이 있었던 것으로 분석된다.

## 연일구조선
연일구조선(延日構造線, Yeonil Tectonic Line, YTL)은 신생대 마이오세에 한반도 남동부에서 발생한 지각 변형을 규제한 서쪽 한계선으로 정의되는 단층이다. 김인수 외(1998)에 의해 최초로 명명된 연일구조선은 마이오세 퇴적분지에서 흔히 관찰되는 잔류 자기의 시계방향 편향이 사라지는 서쪽 한계선이다. 연일구조선에 의해 한반도 남동부에 분포하는 제3기 마이오세 퇴적 분지들은 연일구조선의 동쪽에만 분포한다. 양산 단층과 울산 단층 동편에 존재하는 연일구조선의 최북단은 북서 30°방향으로 양산 단층계와 연결되며 포항 분지의 서측 경계를 형성하며 경주시 양남면 효동리에서 남-북 방향으로 분절되다가 최남단인 울산광역시 북구 호계동에서 북북동 방향으로 우수향 굴곡되어 울산 단층과 연결되어 약 30 km의 연장을 가진다.
김인수 외(1998)가 잔류자기 연구를 수행하는 과정에서 이들이 국지적으로 관찰한 바에 의하면 새롭게 상정된 이 연일구조선을 따라 수십 미터 폭의 심한 파쇄대가 나타나고 있었으며 직경이 수십 미터에 달하는 특이한 화강암 거력들의 집괴(集塊)들이 상당 구간 연속적으로 분포하는 것이 발견되었다. 이후의 야외 조사에서는 울산 단층에서 평균 5 km 동쪽에 경주시 천북면에서 울산광역시 북구 호계동에 이르는 북북서 내지 남-북 방향에 연장 30 km, 폭 20 m의 파쇄대가 존재하며 이 파쇄대에 규제되어 연일구조선 동편에만 연일층군 천북 역암층에 대비되는 각력질 역암층이 분포하고 있다는 것이 밝혀졌다. 연일구조선의 최북단은 북서 30°방향으로 양산 단층계와 연결되며 포항 분지의 서측 경계를 형성하며 경주시 양남면 효동리에서 남-북 방향으로 분절되다가 최남단인 울산광역시 북구 호계동에서 북북동 방향으로 우수향 굴곡되어 울산 단층과 연결된다. 그리고 연일구조선 동부에는 염기성 암맥이 많은 반면 서부에는 암맥이 사라지는 것이 확인되었으며 연일층군의 퇴적이 시작된 16.5~17 Ma 경에 연일구조선의 우수향 주향이동 운동이 시작된 것으로 판단되었다. 연일구조선 일대에는 역단층들이 다수 발달하는데 이들은 동해 확장이 종료된 15 Ma 이후 응력반전으로 인한 서북서-동남동 방향의 압축력을 지시한다. 손문 외(2000)에 의한 조사 결과 와읍 분지의 남서부 경계가 북북서 방향의 연일구조선이며 이 지역의 연일구조선은 최소 50 m 이상의 수직 파쇄대로 나타나는 것으로 확인되었다.
손문 외(1997)와 김인수 외(1998)는 연일구조선이 울산 단층 6 km 동쪽에서 울산 단층과 거의 평행하게 달릴 것으로 예상하였으나 손문 외(2002)가 경주시 양남면에서 울산광역시 북구 중산동에 이르는 연일구조선 남부에서 지질조사를 실시한 결과 연일구조선은 서로 다른 방향을 가지는 4개의 단층 분절(segment)로 나누어지며 남쪽으로 갈수록 우향으로 굴곡되어 울산 단층과 가까워지는 것을 확인하였다. 이들 4개의 분절은 각각 북북서, 남-북, 북북동의 주향을 가지며 폭 15~50 m의 파쇄대가 발달한다. 또한 이 연구의 결과 연일구조선 동편에는 대개 마이오세 지층들의 분포지를 규제하는 (동)북동 방향의 정단층들이 나타나며 연일구조선과 울산 단층 사이에서는 제4기 역단층들이 발견되었다. 이곳의 제4기 단층들은 노두가 위치한 지명을 따라 말방 단층, 입실 단층, 원원사 단층, 이화 단층으로 명명되었다. 그리고 이 연구에서 개곡 제2 및 제4 단층이 처음으로 소개되었다. (이 부분에 대해서는 울산 단층 문서를 참조할 것.) 이 연구 결과로 연일구조선 남부는 연속적인 단층 파쇄대이며 마이오세 지층의 분포와 분지의 확장을 주도한 정단층의 서쪽 연장과 북동 방향 염기성 암맥의 분포를 규제하는 파쇄대로서 그 실체가 확인되었다. 연일구조선은 동해의 확장으로 육지로 전파되어 오는 우수향의 전단력을 가장 서쪽에서 최종적으로 해소시키는 역할을 하였으며, 따라서 연일구조선의 서편에는 마이오세 분지와 지괴의 회전운동이 없고 양산 단층이나 울산 단층의 활동도 미미했던 것이다.
김진섭 외(2002)는 연일구조선 양쪽에 분포하는 암맥들을 조사하여 이들이 암석기재학 그리고 지화학적으로 동일하다고 보고하였으며, 김종선 외(2005)는 한반도 남동부의 제3기 암맥군과 화산암류를 대상으로 아르곤-아르곤 연대 측정을 실시하여 연일구조선 동서 양편 염기성 암맥군의 관입 연대가 각각 47.3±0.8 Ma 및 48.0±1.3 Ma (신생대 고제3기 에오세 루테티아절)으로 거의 동일한 것으로 보고하였다. 이들 연구 결과는 연일구조선이 제3기 지각변형 동안 지괴의 시계방향 회전 운동을 규제한 주요 지구조선임을 지시한다.

### 관련 지진
한민희 외(2016, 2017)는 울산 단층 동쪽에서 2010~2014년 사이 미소 지진활동에 대한 분석을 수행하여, 지표조사를 통해 확인된 연일구조선의 남측 분절과, 석읍 단층, 와읍 분지의 경계 단층을 따라 지진이 발생하고 있다는 사실을 밝히고 이곳을 경주 미소지진 다발지역으로 명명하였다. 석읍 단층은 연일구조선 동쪽 4 km 지역에서 연일구조선과 평행하게 달리는 북북서 주향의 단층이다. 311회의 미소 지진을 분석한 결과 지진의 깊이는 연일구조선의 남측 분절에서 8~11 km, 석읍 단층에서 11~12 km, 와읍 분지에서 6~14 km에 이르는 것으로 분석되었다. 그리고 이 지역의 지하에 최소 4개 이상의 지하단층이 존재한다는 사실이 밝혀졌다.

## 광산과 지하자원

### 경주 망가니즈 광산
경주 망간광산은 경주시 현곡면 래태리에 위치한 은, 망가니즈 광산이다. 언제 발견되었는지는 알 수 없으나 일제 강점기 말기에 이미 채광되고 있었다. 광산 일대의 지질은 주로 셰일로 구성된 퇴적암(대구층)과 이를 관입한 화강섬록암 및 암맥으로 구성되며 6개 갱도가 개설되어 있다. 망간·금속 광상은 혼펠스 또는 규질암을 모암으로 하며 망가니즈를 함유한 열수 용액이 열극 내지 단층면을 따라 상승한 열수 광상이다. 망가니즈는 평균품위 17.5%이며 은 광맥은 연장이 단속적이고 최대품위 913.3 g/t로 가행 가치가 없다.

## 같이 보기
- 한국의 지질
- 경북동해안 국가지질공원
- 경상 분지
- 포항 분지
- 어일 분지
- 와읍 분지
- 정자 분지
- 한국의 단층
- 경주시